# Henrique menezes
Mestre Henrique Menezes é músico, compositor, brincante da cultura tradicional brasileira. José Henrique Reis de Menezes, nascido em São Luis do Maranhão, atualmente é morador do Morro do Querosene em São Paulo, integrante do grupo Cupuaçu é filho de Zezé Menezes de Iemanjá, sobrinho e filho de santo de Pai Euclides Talabyan do terreiro Casa Fanti Ashanti onde é o primeiro Ogã Alabe do maranhão, aprendeu a cultura do Tambor de Mina, tambor de crioula, cacuriá, bumba meu boi, baião de princesas, salvas do divino espirito Santo e tantas outras manifestações culturais maranhenses. Henrique Menezes é músico, compositor, multi-instrumentista, entre os seus principais trabalhos está a Banda Bom que dói, https://zemaribeiro.com/2015/05/02/henrique-menezes-em-um-passeio-pelos-terreiros-do-brasil/e Coletivo Ponto br https://www.instagram.com/henriquemenezeseosalabes/ https://www.instagram.com/henriquemenezes.menezes/. Seu recente trabalho e a parceria com sua mãe, a mestra Zezé de Iemanjá com a banda Encantarias do Maranhão https://www.instagram.com/encantariasdomaranhao/
Trabalha como arte educador em oficinas de dança e toques de bumba meu boi, tambor de crioula, cacuriá, brincadeiras cantadas e canções de brincar para crianças, jovens, educadores e público em geral.
1. ↑  «Pai Euclides Talabyian». Wikipédia, a enciclopédia livre. 18 de fevereiro de 2025. Consultado em 19 de agosto de 2025

1. ↑  https://oimparcial.com.br/noticias/2022/07/artista-henrique-menezes-de-volta-a-sao-luis/ Em falta ou vazio |título= (ajuda)